# An Hermans (1944)
An Hermans (Heusden-Zolder, 23 september 1944) is een Belgisch christendemocratische politica voor de CVP en diens opvolger CD&V. Tevens is ze emeritus hoogleraar aan de Katholieke Universiteit Leuven.

## Levensloop
An Hermans was de oudste dochter in een mijnwerkersgezin met zes kinderen. Ze volgde een opleiding aan het Heilig Hartinstituut in Heverlee, waar zij in 1963 haar diploma van onderwijzeres behaalde. Nadat ze drie jaar les gegeven had, zette zij haar studies voort aan de Katholieke Universiteit Leuven, waar zij in 1971 afstudeerde als licenciate Pedagogiek. In 1978 doctoreerde ze in deze discipline.
An Hermans startte haar academische loopbaan als voltijds wetenschappelijk onderzoeker aan de Katholieke Universiteit Leuven. Van 1986 tot 2004 was ze hoogleraar Pedagogiek aan dezelfde universiteit. Tevens was ze van 1987 tot 1989 algemeen secretaris van de Kristelijke Arbeiders Vrouwengilde (KAV), voorzitster van diverse adviesorganen waaronder de Emancipatieraad en de Hoge Raad voor de Volksopleiding. Ook was ze was van 1994 tot 2004 voorzitster van de koepel van vrije PMS-centra.
In 1989 werd ze voor de CVP verkozen tot lid van het Europees Parlement, wat ze bleef tot in 1994 en in 1995 werd ze voor het arrondissement Leuven lid van de Kamer van volksvertegenwoordigers, wat ze bleef tot in 1999. Vervolgens was ze van 2001 tot 2018 provincieraadslid van Vlaams-Brabant. Van 2006 tot 2012 is ze fractievoorzitter voor de CD&V in de Vlaams-Brabantse provincieraad. Van 2013 tot 2016 was zij voorzitter van deze provincieraad in opvolging van Vic Laureys. Zelf werd ze in deze hoedanigheid opgevolgd door Chris Taes.
Gedurende heel haar carrière heeft ze zich ingezet als voorvechtster van de rechten van vrouwen in de politiek en het beroepsleven.
Bovendien was ze van 2007 tot 2019 voorzitter van de CD&V-senioren, hierin opgevolgd door Eric Van Rompuy. Sedert 2013 is zij voorzitter van de Europese Senioren Unie (ESU). In deze functies ging haar aandacht de jongste jaren vooral naar de rechten van ouderen op een waardig en zelfstandig leven, eliminatie van discriminatie op grond van leeftijd en deelname aan alle sectoren van het maatschappelijk leven. Digitale geletterdheid is daarbij noodzakelijk. Op vraag van de Raad van Europa schreef ze ‘The digital Era? Also my era!’ dat in zeven talen beschikbaar is.

## Publicaties
- De Vroede, M. en Hermans, A. ed. Vijftig jaar Chiroleven 1934-1984 Aspecten uit verleden en heden van een jeugdbeweging, Uitgave: Universitaire Pers Leuven (1985)
- Hermans, A., Verheyen, A. Kinderkribben. Een analyse van controversen in België, in de eerste helft van de twintigste eeuw. (2000)[10]
- Hermans, A. Twee vleugels. Een verkenning van de thematisering van sekse in het historisch onderzoek over opvoeding en onderwijs in België. (2000)
- Hermans, A. Scheppers. Onze school: 150 jaar onderwijs aan de Melaan in Mechelen, Uitgave vzw Scheppers-Mechelen (2002)
- Hermans, A. The digital Era? Also my Era, Edition Information Society Departement, Council of Europe (2022)
- Hermans, A. Das digitale Zeitalter? Auch ich gehöre dazu, Ausgabe Abteilung Informationsgesellschaft, Europarat (2022)

- International Standard Name Identifier: 0000 0003 8571 4741
- Library of Congress Control Number: n83135070
- Nationale en Universitaire bibliotheek Zagreb: 000212383
- Nederlandse Thesaurus van Auteursnamen: 070015376
- Virtual International Authority File: 248395084
- WorldCat: E39PBJrRcYqG8vJCDCTTFw3vpP